# Vasilij Štukelj Knežević
Vasilij Štukelj Knežević, slovenski filozof, zgodovinar, tablist in tolkalist. * 1975, Slovenija.
Živi v Ljubljani. Uči na Gimnaziji Šiška, hkrati pa je tudi glasbenik v več glasbenih skupinah. Pomemben del njegovega življenja je bilo glasbeno izobraževanje v Indiji, kjer je nekaj časa tudi živel. Med njegova pomembnejša dela uvrščamo predvsem številne strokovne filozofske knjige.

## Življenje
Vasilij Štukelj Knežević se je rodil leta 1975 v Ljubljani.
Po zaključeni osnovni šoli se je vpisal na Elektrotehniško-računalniško strokovno šolo in gimnazijo v Ljubljani, oziroma po domače na Vegovo gimnazijo. Z naravoslovnega področja se je nato z vpisom na Filozofsko fakulteto v Ljubljani preusmeril v družboslovno smer. Študij je končal z magisterijem znanosti filozofije, po študiju je postal MOL-ov štipendist. Prav tako je naredil podiplomski študij filozofije.
Po poklicu je profesor filozofije in zgodovine in trenutno poučuje ta dva predmeta na Gimnaziji Šiška, kjer uči že šestnajst let. Pred tem je bil še učitelj v Slovenj Gradcu, prav tako pa je opravljal pripravništvo na Gimnaziji in srednji šoli Rudolfa Maistra v Kamniku.

## Glasbeno področje
V svojem prostem času deluje tudi kot glasbenik in tolkalist v več glasbenih skupinah. Študij tabel je začel pod mentorstvom Borut Žerdonerja in ga nato več kot desetletje poglabljal svoje znanje prek izobraževanja v Indiji, kjer je nekaj časa deloval ter živel pri svojem, zdaj že pokojnem, profesorju glasbe, Ustadu Faiyazu Khanu, ki je bil eden najboljših klasičnih glasbenikov sloga Delhi gharane. Večletni študij indijske klasične glasbe nadgrajuje in plemeniti s študijem različnih klasičnih in ljudskih glasbenih zvrsti.
Svojo bobnarsko pot je začel pod mentorstvom Nina Mureškiča pri katerem se je 4 leta izpopolnjeval v znanju afriške in afrokubanske glasbe. V različnih zasedbah igra tako indijsko klasično kot sodobno fusion glasbo. V različnih zasedbah koncertira doma in v tujini (Exit festival, K2 nagrade festival Amsterdam, Moya Dunaj, Festival svetega Donata, Festival Lent, Kamfest, Festival Ljubljana). Delovanje na glasbenem področju je poudaril z izdajo dveh CD-jev s svetovno etno glasbo.
Sodeloval tudi pri Nova Schola Labacensis, slovenskem ansamblu, ki izvaja evropsko srednjeveško, renesančno in baročno glasbo, poleg tega pa še slovenske ljudske pesmi, novejše klasične skladbe, arabske muwašahat ter grški rebetiko. Repertoar ansambla zajema od srednjeveških Cantigas de Santa Maria, motetov in ljudskih pesmi, renesančnih šansonov, lutenjskih plesov in diferencij, baročnih arij, madrigalov, chaconn in folij do afriških cumbées, latinoameriških milong in orientalske glasbe Afganistana, Irana , Indija, Turčija, različne arabske države, Romunija, Grčija in Balkan.

## Mišljenje
Štukelj poudarja preplet filozofije in glasbe kot medija in prostora za razvijanje dialoga med kulturami, hkrati pa med ljudmi širi znanje o tem, kaj jih lahko o toleranci, sobivanju in medsebojnem spoštovanju naučita filozofija in glasba, ki prihajata iz več tisoč let starega kotla kultur, filozofij in tradicionalnih izročil enega najbarvitejših in raznolikih delov našega planeta – indijskega podkontinenta.

## Dela
Večino njegovih del zajemajo strokovne filozofske knjige, kot je Filozofija na maturi, in članki s področja indijske filozofije in religije v strokovnih revijah. Med bolj znanimi deli so Upanišade, komentar na Indijsko filozofijo Žige Valetiča. To je bilo njegovo magistrsko delo, v katerem je zagovarjal filozofski vidik Upanišad. Obdobje Upanišad in njihovo sporočilo, ki izhaja iz človeka samega in je neobremenjeno z določenim kulturnim izročilom, saj ubesedujejo izkušnjo resničnosti - spoznanja enotnosti, povezanosti človeka - sveta in narave, bo v našem času vse bolj prisotno. Pričujoči prevod tako prinaša delček modrosti starodavnih modrecev. Pomemben je še Veliki slovar tujk, izdan pod okriljem Cankarjeve založbe, ki razlaga pojme v azijski ter zahodni filozofiji, religiji in zgodovini.

### Citat iz Upanišad
"Sebstva ne moreš spoznati v pogovorih, razglabljanjih ali v neskončnem prebiranju knjig. Sebstvo se razodeva tistemu, ki hrepeni po njem. Tiste, ki z vsem svojim srcem hrepenijo po Sebstvu, Sebstvo izbere za svoje."